# Немирівська сільська рада (Радивилівський район)
Неми́рівська сільська́ ра́да — орган місцевого самоврядування в Радивилівському районі Рівненської області. Адміністративний центр — село Немирівка.

## Загальні відомості
- Немирівська сільська рада утворена в 1940 році.
- Територія ради: 32,512 км²
- Населення ради: 1 588 осіб (станом на 2001 рік)

## Розташування
Територія, яка підпорядковується Немирівській сільській раді, межує з Башарівською, Бугаївською, Дружбівською сільськими радами Радивилівського району та Бродівським районом Львівської області.

## Населені пункти
Сільській раді підпорядковані населені пункти:
- с. Немирівка
- с. Батьків
- с. Гаї-Лев'ятинські

## Склад ради
Рада складається з 16 депутатів та голови.
- Голова ради: Колдун Анатолій Петрович
- Секретар ради: Бурделяк Галина Володимирівна

### Керівний склад попередніх скликань
| Прізвище, ім'я, по батькові | Основні відомості                                                 | Дата обрання | Дата звільнення |
| --------------------------- | ----------------------------------------------------------------- | ------------ | --------------- |
| Колдун Анатолій Петрович    | Сільський голова, 1962 року народження, безпартійний              | 26.03.2006   | 31.10.2010      |
| Колдун Анатолій Петрович    | Сільський голова, 1960 року народження, освіта вища, безпартійний | 31.10.2010   |                 |

Примітка: таблиця складена за даними сайту Верховної Ради України